# Discografia di Bob Dylan
Discografia di Bob Dylan:

## Album in studio
| Bob Dylan                     | 1962 |    | 13 |                   |             |  |  |
| The Freewheelin' Bob Dylan    | 1963 | 22 | 11 | Platinum          |             |  |  |
| The Times They Are a-Changin' | 1964 | 20 | 15 | Gold              |             |  |  |
| Another Side of Bob Dylan     | 1964 | 43 | 8  | Gold              |             |  |  |
| Bringing It All Back Home     | 1965 | 6  | 1  | Platinum          |             |  |  |
| Highway 61 Revisited          | 1965 | 3  | 4  | Platinum          | Gold        |  |  |
| Blonde on Blonde              | 1966 | 9  | 3  | 2× Multi-Platinum |             |  |  |
| John Wesley Harding           | 1967 | 2  | 1  | Platinum          |             |  |  |
| Nashville Skyline             | 1969 | 3  | 1  | Platinum          | Gold        |  |  |
| Self Portrait                 | 1970 | 4  | 1  | Gold              |             |  |  |
| New Morning                   | 1970 | 7  | 1  | Gold              |             |  |  |
| Pat Garrett & Billy the Kid   | 1973 | 16 | 29 | Gold              |             |  |  |
| Dylan                         | 1973 | 17 | 10 | Gold              |             |  |  |
| Planet Waves                  | 1974 | 1  | 7  | Gold              |             |  |  |
| Blood on the Tracks           | 1975 | 1  | 4  | 2× Multi-Platinum | Platinum    |  |  |
| The Basement Tapes            | 1975 | 7  | 8  | Gold              |             |  |  |
| Desire                        | 1976 | 1  | 3  | 2× Multi-Platinum | Platinum    |  |  |
| Street Legal                  | 1978 | 11 | 2  | Gold              | Platinum    |  |  |
| Slow Train Coming             | 1979 | 3  | 2  | Platinum          | 2× Platinum |  |  |
| Saved                         | 1980 | 24 | 3  |                   |             |  |  |
| Shot of Love                  | 1981 | 33 | 6  |                   |             |  |  |
| Infidels                      | 1983 | 20 | 9  | Gold              | Gold        |  |  |
| Empire Burlesque              | 1985 | 33 | 11 |                   | Gold        |  |  |
| Knocked Out Loaded            | 1986 | 54 | 35 |                   |             |  |  |
| Down in the Groove            | 1988 | 61 | 32 |                   |             |  |  |
| Oh Mercy                      | 1989 | 30 | 6  |                   | Gold        |  |  |
| Under the Red Sky             | 1990 | 38 | 13 |                   |             |  |  |
| Good as I Been to You         | 1992 | 51 | 18 |                   |             |  |  |
| World Gone Wrong              | 1993 | 70 | 35 |                   |             |  |  |
| Time Out of Mind              | 1997 | 10 | 10 | Platinum          | Gold        |  |  |
| Love and Theft                | 2001 | 5  | 3  | Gold              |             |  |  |
| Modern Times                  | 2006 | 1  | 3  | Platinum          | Platinum    |  |  |
| Together Through Life         | 2009 | 1  | 1  |                   |             |  |  |
| Christmas in the Heart        | 2009 | 23 | 40 |                   |             |  |  |
| Tempest                       | 2012 | 3  | 3  |                   |             |  |  |
| Shadows in the Night          | 2015 | 7  | 1  |                   |             |  |  |
| Fallen Angels                 | 2016 | 7  | 5  |                   |             |  |  |
| Triplicate                    | 2017 | 37 | 17 |                   |             |  |  |
| Rough and Rowdy Ways          | 2020 | 2  | 1  |                   |             |  |  |
| Shadow Kingdom                | 2023 | 71 | 14 |                   |             |  |  |

## Raccolte
| Album                                                                         | Anno | # USA | # UK | Certificazioni USA | Certificazioni Canada |
| ----------------------------------------------------------------------------- | ---- | ----- | ---- | ------------------ | --------------------- |
| Bob Dylan's Greatest Hits                                                     | 1967 | 10    | 6    | 5× Multi-Platinum  | 2× Platinum           |
| Bob Dylan's Greatest Hits Vol. II                                             | 1971 | 14    | 12   | 5× Multi-Platinum  | 2× Platinum           |
| Masterpieces (solo per i mercati giapponese e australiano)                    | 1978 |       |      |                    |                       |
| Biograph                                                                      | 1985 | 33    |      | Platinum           |                       |
| The Bootleg Series Volumes 1-3 (Rare & Unreleased) 1961-1991                  | 1991 | 49    | 32   | Gold               |                       |
| Bob Dylan's Greatest Hits Volume 3                                            | 1994 | 126   |      | Gold               |                       |
| The Best of Bob Dylan, Vol. 1 (UK)                                            | 1997 |       | 6    |                    |                       |
| The Best of Bob Dylan, Vol. 2 (UK)                                            | 2000 |       |      |                    |                       |
| The Essential Bob Dylan                                                       | 2000 | 67    | 9    | Platinum           |                       |
| The Bootleg Series Vol. 7: No Direction Home: The Soundtrack                  | 2005 | 16    | 21   | Gold               |                       |
| The Best of Bob Dylan (US)                                                    | 2005 |       |      |                    |                       |
| Bob Dylan: The Collection                                                     | 2007 |       |      |                    |                       |
| Dylan                                                                         | 2007 | 36    | 10   |                    |                       |
| The Bootleg Series Vol. 8 - Tell Tale Signs: Rare and Unreleased 1989-2006    | 2008 | 6     |      |                    |                       |
| The Bootleg Series Vol. 9 - The Witmark Demos: 1962-1964                      | 2010 | 12    | 18   |                    |                       |
| The Original Mono Recordings                                                  | 2010 | 152   |      |                    |                       |
| The Bootleg Series Vol. 10 - Another Self Portrait 1969-1971                  | 2013 | 21    | 5    |                    |                       |
| The Bootleg Series Vol. 11: The Basement Tapes Complete                       | 2014 | 42    | 17   |                    |                       |
| The Bootleg Series Vol. 11: The Basement Tapes Raw                            | 2014 | 41    | 17   |                    |                       |
| The Bootleg Series Vol. 12: The Cutting Edge 1965-1966                        | 2015 | 33    | 12   |                    |                       |
| The Bootleg Series Vol. 13: Trouble No More 1979-1981                         | 2017 | 49    | 21   |                    |                       |
| The Bootleg Series Vol. 14: More Blood, More Tracks                           | 2018 | 9     | 25   |                    |                       |
| The Bootleg Series Vol. 15: Travelin' Thru, 1967-1969                         | 2019 | 27    | 6    |                    |                       |
| 50th Anniversary Collection 1963                                              | 2019 |       |      |                    |                       |
| 50th Anniversary Collection 1964                                              | 2020 |       |      |                    |                       |
| 1970 - With Special Guest George Harrison                                     | 2021 |       |      |                    |                       |
| The Bootleg Series Vol. 16: Springtime in New York 1980–1985                  | 2021 | 40    | 6    |                    |                       |
| The Bootleg Series Vol. 17: Fragments - Time Out of Mind Sessions (1996-1997) | 2023 | 63    | 9    |                    |                       |

## Album dal vivo
| Album                                                                                            | Anno | # USA | # UK | Certificazioni USA | Certificazioni Canada |
| ------------------------------------------------------------------------------------------------ | ---- | ----- | ---- | ------------------ | --------------------- |
| Before the Flood                                                                                 | 1974 | 3     | 8    | Platinum           |                       |
| Hard Rain                                                                                        | 1976 | 17    | 3    | Gold               |                       |
| Bob Dylan at Budokan                                                                             | 1979 | 13    | 4    | Gold               | Gold                  |
| Real Live                                                                                        | 1984 | 115   | 54   |                    |                       |
| Dylan & The Dead                                                                                 | 1989 | 37    | 38   | Gold               |                       |
| The 30th Anniversary Concert Celebration                                                         | 1993 | 40    |      |                    |                       |
| MTV Unplugged                                                                                    | 1995 | 23    | 10   | Gold               |                       |
| The Bootleg Series Vol. 4: Bob Dylan Live 1966, The "Royal Albert Hall" Concert                  | 1998 | 31    | 19   | Gold               |                       |
| Live 1961-2000: Thirty-Nine Years of Great Concert Performances (solo per il mercato giapponese) | 2001 |       |      |                    |                       |
| The Bootleg Series Vol. 5: Bob Dylan Live 1975, The Rolling Thunder Revue                        | 2002 | 56    | 69   | Gold               |                       |
| The Bootleg Series Vol. 6: Bob Dylan Live 1964, Concert at Philharmonic Hall                     | 2004 | 28    | 33   |                    |                       |
| Live at The Gaslight 1962                                                                        | 2005 |       |      |                    |                       |
| Live at Carnegie Hall 1963                                                                       | 2005 |       |      |                    |                       |
| In Concert: Brandeis University 1963                                                             | 2011 |       |      |                    |                       |
| The Bootleg Series Vol. 13: Trouble No More 1979–1981                                            | 2017 | 49    | 21   |                    |                       |
| Live 1962-1966 - Rare Performances from the Copyright Collections                                | 2018 |       |      |                    |                       |
| Bob Dylan - The Rolling Thunder Revue: The 1975 Live Recordings                                  | 2019 | 100   | 20   |                    |                       |

## Singoli
| Anno | Singolo                                                                 | Classifiche | Classifiche | Classifiche | Album                                                                      |
| Anno | Singolo                                                                 | US          | US Main     | UK          | Album                                                                      |
| ---- | ----------------------------------------------------------------------- | ----------- | ----------- | ----------- | -------------------------------------------------------------------------- |
| 1962 | Mixed-Up Confusion/Corrina, Corrina                                     | -           | -           | -           | Biograph / The Freewheelin' Bob Dylan                                      |
| 1964 | Blowin' in the Wind                                                     | -           | -           | -           | The Freewheelin' Bob Dylan                                                 |
| 1965 | The Times They Are a-Changin'                                           | -           | -           | 9           | The Times They Are a-Changin'                                              |
| 1965 | Maggie's Farm                                                           | -           | -           | 22          | Bringing It All Back Home                                                  |
| 1965 | Subterranean Homesick Blues                                             | 39          | -           | 9           | Bringing It All Back Home                                                  |
| 1965 | Like a Rolling Stone                                                    | 2           | -           | 4           | Highway 61 Revisited                                                       |
| 1965 | Positively 4th Street                                                   | 7           | -           | 8           | Biograph / Bob Dylan's Greatest Hits                                       |
| 1965 | Can You Please Crawl Out Your Window?                                   | 58          | -           | 17          | Biograph                                                                   |
| 1966 | One of Us Must Know (Sooner or Later)                                   | -           | -           | 35          | Blonde on Blonde                                                           |
| 1966 | Rainy Day Women #12 & 35                                                | 2           | -           | 7           | Blonde on Blonde                                                           |
| 1966 | I Want You                                                              | 20          | -           | 16          | Blonde on Blonde                                                           |
| 1966 | Just Like a Woman                                                       | 33          | -           | -           | Blonde on Blonde                                                           |
| 1967 | Leopard-Skin Pill-Box Hat                                               | 81          | -           | -           | Blonde on Blonde                                                           |
| 1969 | I Threw It All Away                                                     | 85          | -           | 30          | Nashville Skyline                                                          |
| 1969 | Lay Lady Lay                                                            | 7           | -           | 5           | Nashville Skyline                                                          |
| 1969 | Tonight I'll Be Staying Here with You                                   | 50          | -           | -           | Nashville Skyline                                                          |
| 1970 | Wigwam                                                                  | 41          | -           | -           | Self Portrait                                                              |
| 1971 | Watching the River Flow                                                 | 41          | -           | 24          | Bob Dylan's Greatest Hits Vol. II / Singolo mai pubblicato su album        |
| 1971 | If Not for You                                                          | -           | -           | -           | New Morning                                                                |
| 1971 | George Jackson                                                          | 33          | -           | -           | Brano mai pubblicato su album                                              |
| 1973 | Knockin' on Heaven's Door                                               | 12          | -           | 14          | Pat Garrett & Billy the Kid                                                |
| 1973 | A Fool Such as I                                                        | 55          | -           | -           | Dylan                                                                      |
| 1974 | On a Night Like This                                                    | 44          | -           | -           | Planet Waves                                                               |
| 1974 | Something There Is About You                                            | -           | -           | -           | Planet Waves                                                               |
| 1974 | Most Likely You Go Your Way (And I'll Go Mine) (con The Band)           | 66          | -           | -           | Before the Flood                                                           |
| 1974 | All Along the Watchtower                                                | -           | -           | -           | Before the Flood                                                           |
| 1975 | Tangled Up in Blue                                                      | 31          | -           | -           | Blood on the Tracks                                                        |
| 1975 | Hurricane                                                               | 33          | -           | -           | Desire                                                                     |
| 1976 | Mozambique                                                              | 54          | -           | -           | Desire                                                                     |
| 1977 | Rita May                                                                | 110         | -           | -           | Brano mai pubblicato su album                                              |
| 1978 | Is Your Love in Vain?                                                   | -           | -           | -           | Street Legal                                                               |
| 1978 | Baby Stop Crying                                                        | -           | -           | 13          | Street Legal                                                               |
| 1978 | Changing of the Guards                                                  | -           | -           | -           | Street Legal                                                               |
| 1979 | Gotta Serve Somebody                                                    | 24          | -           | -           | Slow Train Coming                                                          |
| 1979 | Precious Angel/Trouble in Mind                                          | -           | -           | -           | Slow Train Coming                                                          |
| 1980 | Man Gave Names to All the Animals                                       | -           | -           | -           | Slow Train Coming                                                          |
| 1980 | Solid Rock                                                              | -           | -           | -           | Saved                                                                      |
| 1980 | Saved                                                                   | -           | -           | -           | Saved                                                                      |
| 1981 | Shot of Love                                                            | -           | 38          | -           | Shot of Love                                                               |
| 1981 | Heart of Mine                                                           | -           | -           | -           | Shot of Love                                                               |
| 1983 | Union Sundown                                                           | -           | -           | -           | Infidels                                                                   |
| 1984 | Jokerman                                                                | -           | -           | -           | Infidels                                                                   |
| 1984 | Sweetheart Like You                                                     | 55          | -           | -           | Infidels                                                                   |
| 1985 | Tight Connection to My Heart (Has Anybody Seen My Love?)                | -           | 19          | -           | Empire Burlesque                                                           |
| 1985 | When the Night Comes Falling from the Sky                               | -           | -           | -           | Empire Burlesque                                                           |
| 1986 | Band of the Hand                                                        | -           | 28          | -           | Brano mai pubblicato su album                                              |
| 1986 | Got My Mind Made Up                                                     | -           | 23          | -           | Knocked Out Loaded                                                         |
| 1988 | Silvio                                                                  | -           | 5           | -           | Down in the Groove                                                         |
| 1989 | Everything Is Broken                                                    | -           | 8           | -           | Oh Mercy                                                                   |
| 1989 | Slow Train (con i Grateful Dead)                                        | -           | 8           | -           | Dylan & The Dead                                                           |
| 1990 | Unbelievable                                                            | -           | 21          | -           | Under the Red Sky                                                          |
| 1993 | My Back Pages                                                           | -           | 26          | -           | The 30th Anniversary Concert Celebration                                   |
| 1995 | Dignity                                                                 | -           | -           | 33          | MTV Unplugged                                                              |
| 1998 | Not Dark Yet                                                            | -           | -           | -           | Time Out of Mind                                                           |
| 1998 | Love Sick                                                               | -           | -           | -           | Time Out of Mind                                                           |
| 2000 | Things Have Changed                                                     | -           | -           | -           | Wonder Boys                                                                |
| 2006 | Someday Baby                                                            | 98          | -           | -           | Modern Times                                                               |
| 2007 | Most Likely You Go Your Way (And I'll Go Mine) (Mark Ronson Re-Version) | -           | -           | -           | Dylan promotion / Brano mai pubblicato su album                            |
| 2008 | Dreamin' of You                                                         | -           | -           | -           | The Bootleg Series Vol. 8 - Tell Tale Signs: Rare and Unreleased 1989-2006 |
| 2009 | Beyond Here Lies Nothin'                                                | -           | -           | -           | Together Through Life                                                      |
| 2009 | I Feel a Change Comin' On                                               | -           | -           | -           | Together Through Life                                                      |
| 2010 | Must Be Santa                                                           | -           | -           | 41          | Christmas in the Heart                                                     |
| 2010 | Make You Feel My Love                                                   | -           | -           | 152         | Dylan                                                                      |
| 2012 | Duquesne Whistle                                                        | -           | -           | -           | Tempest                                                                    |
| 2014 | Full Moon and Empty Arms                                                | -           | -           | -           | Shadows in the Night                                                       |
| 2015 | Stay with Me                                                            | -           | -           | -           | Shadows in the Night                                                       |
| 2015 | The Night We Called It a Day                                            | -           | -           | -           | Shadows in the Night                                                       |
| 2016 | All the Way                                                             | -           | -           | -           | Fallen Angels                                                              |
| 2016 | Melancholy Mood                                                         | -           | -           | -           | Fallen Angels                                                              |
| 2017 | I Could Have Told You                                                   | -           | -           | -           | Triplicate                                                                 |
| 2017 | My One and Only Love                                                    | -           | -           | -           | Triplicate                                                                 |
| 2017 | Stardust                                                                | -           | -           | -           | Triplicate                                                                 |
| 2017 | Things We Said Today                                                    | -           | -           | -           | The Art of McCartney                                                       |
| 2017 | When You Gonna Wake Up (Oslo, Norway – July 9, 1981)                    | -           | -           | -           | The Bootleg Series Vol. 13: Trouble No More 1979–1981                      |
| 2018 | Masters of War (The Avener Rework)                                      | -           | -           | -           |                                                                            |
| 2018 | Masters of War (SherGun Remix)                                          | -           | -           | -           |                                                                            |
| 2019 | Tell Me That It Isn't True (Take 2)                                     | -           | -           | -           | The Bootleg Series Vol. 15: Travelin' Thru, 1967-1969                      |
| 2020 | Murder Most Foul                                                        |             |             |             | Rough and Rowdy Ways                                                       |
| 2020 | I Contain Multitudes                                                    |             |             |             | Rough and Rowdy Ways                                                       |
| 2020 | False Prophet                                                           |             |             |             | Rough and Rowdy Ways                                                       |

## Partecipazioni
- The Concert for Bangladesh (George Harrison, 1971) - sei canzoni.
- Rock of Ages (The Band, 1972) - quattro canzoni.
- The Last Waltz (The Band, 1978) - cinque canzoni.
- Postcards of the Hanging (The Grateful Dead, 2002) - una canzone.
- Gotta Serve Somebody: The Gospel Songs of Bob Dylan (Artisti vari, 2003) - una canzone.
- A Musical History (The Band, 2005) - sette canzoni.

## Bob Dylan in italiano
Le canzoni di Bob Dylan sono state spesso tradotte in italiano (Tito Schipa Jr. ha dedicato all'autore un intero album, intitolato Dylaniato, così ha fatto Francesco De Gregori con l'album Amore e furto); di seguito riportiamo un elenco non esaustivo delle principali cover (con l'indicazione del titolo in italiano, dell'interprete e dell'anno di pubblicazione).
| Anno          | Titolo originale                  | Titolo italiano                      | Autore del testo in italiano             | Esecutori                                                               |
| ------------- | --------------------------------- | ------------------------------------ | ---------------------------------------- | ----------------------------------------------------------------------- |
| 1965          | Mr. Tambourine Man                | Mister tamburino                     | Mogol                                    | Don Backy, The Minstrels                                                |
| 1965          | All I Really Want to Do           | Ciò che voglio                       | Mogol                                    | Michelino                                                               |
| Dicembre 1965 | Masters of War                    | L'uomo che sa                        | Rudi Assuntino                           | Rudi Assuntino; Jonathan e Michelle (nel 1967)                          |
| 1966          | Blowin' in the Wind               | La risposta è caduta nel vento       | Mogol                                    | I Kings; Jonathan e Michelle; Luigi Tenco (pubblicata postuma nel 1973) |
| 1966          | It Ain't Me Babe                  | Bambina, non sono io                 | Mogol                                    | I Kings                                                                 |
| 1966          | Like a Rolling Stone              | Come una pietra che rotola           | Mogol                                    | Gianni Pettenati e The Juniors, i Wretched                              |
| 1966          | If You Gotta Go, Go Now           | Non sperarlo più                     | Domenico Serengay                        | Camaleonti                                                              |
| 1967          | I Want You                        | Ti voglio                            | Giorgio Calabrese                        | I Nomadi                                                                |
| 1968          | Just Like a Woman                 | Come una donna                       | Ricky Gianco                             | Ricky Gianco                                                            |
| 1969          | If You Gotta Go, Go Now           | Ma se tu vuoi partir                 | Mogol                                    | Cristina Hansen                                                         |
| 1970          | Sad Eyed Lady of the Lowlands     | Triste regina della nebbia           | Giorgio Lo Cascio                        | Giorgio Lo Cascio                                                       |
| 1970          | Don't Think Twice, It's All Right | È inutile sedersi e domandarsi       | Mogol                                    | Bobby Solo                                                              |
| 1970          | Farewell Angelina                 | Addio Angelina                       | Luigi Albertelli                         | Bobby Solo                                                              |
| 1970          | Lay Lady Lay                      | Sei come sei                         | Luigi Albertelli                         | Giusy Balatresi                                                         |
| 1970          | Wigwam                            | Wigwam                               | Oscar Avogadro                           | I Protagonisti                                                          |
| 1971          | If Not For You                    | Ti mangerei                          | Franco Migliacci                         | Astrud Gilberto                                                         |
| 1974          | Desolation Row                    | Via della povertà                    | Fabrizio De André e Francesco De Gregori | Fabrizio De André                                                       |
| 1976          | Knockin' on Heaven's Door         | Ai miei figli che dirò               | Amerigo Paolo Cassella                   | Adriano Pappalardo                                                      |
| 1978          | Romance in Durango                | Avventura a Durango                  | Fabrizio De André e Massimo Bubola       | Fabrizio De André                                                       |
| 1988          | Bob Dylan's 115 Dream             | Centoquindicesimo sogno di Bob Dylan | Tito Schipa Jr.                          | Tito Schipa Jr.                                                         |
| 1988          | I Want You                        | Ti voglio                            | Tito Schipa Jr.                          | Tito Schipa Jr.                                                         |
| 1988          | Mr. Tambourine Man                | Tu col tamburino                     | Tito Schipa Jr.                          | Tito Schipa Jr.                                                         |
| 1988          | She Belongs to Me                 | Appartiene a me                      | Tito Schipa Jr.                          | Tito Schipa Jr.                                                         |
| 1988          | All Along the Watchtower          | Lungo i merli di vedetta             | Tito Schipa Jr.                          | Tito Schipa Jr.                                                         |
| 1988          | Love Minus Zero-No Limit          | Amore via zero-Illimitato            | Tito Schipa Jr.                          | Tito Schipa Jr.                                                         |
| 1988          | Girl from the North Country       | Ragazza del nord                     | Tito Schipa Jr.                          | Tito Schipa Jr.                                                         |
| 1988          | Masters of War                    | Signori della guerra                 | Tito Schipa Jr.                          | Tito Schipa Jr.                                                         |
| 1989          | Tomorrow Is a Long Time           | Domani è lontano                     | Giorgio Lo Cascio                        | Giorgio Lo Cascio                                                       |
| 1991          | You Ain't Going Nowhere           | Nel giardino del re                  | Roberto Kunstler                         | Roberto Kunstler                                                        |
| 1997          | If You See Her, Say Hello         | Non dirle che non è così             | Francesco De Gregori                     | Francesco De Gregori                                                    |
| 1998          | Series of Dreams                  | Una Serie di sogni                   | Mimmo Locasciulli e Francesco De Gregori | Mimmo Locasciulli                                                       |
| 2003          | I Shall Be Released               | Come il giorno                       | Francesco De Gregori                     | Francesco De Gregori                                                    |
| 2008          | Not Dark Yet                      | Non è ancora buio                    | Giorgio Barbarotta                       | Giorgio Barbarotta                                                      |
| 2011          | When The Ship Comes In            | When The Ship Comes In               | Vinicio Capossela                        | Vinicio Capossela                                                       |
| 2015          | Sweetheart Like You               | Un angioletto come te                | Francesco De Gregori                     | Francesco De Gregori                                                    |
| 2015          | Gotta Serve Somebody              | Servire qualcuno                     | Francesco De Gregori                     | Francesco De Gregori                                                    |
| 2015          | If You See Her, Say Hello         | Non dirle che non è così             | Francesco De Gregori                     | Francesco De Gregori                                                    |
| 2015          | Desolation Row                    | Via della povertà                    | Francesco De Gregori                     | Francesco De Gregori                                                    |
| 2015          | I Shall Be Released               | Come il giorno                       | Francesco De Gregori                     | Francesco De Gregori                                                    |
| 2015          | Political World                   | Mondo politico                       | Francesco De Gregori                     | Francesco De Gregori                                                    |
| 2015          | Not Dark Yet                      | Non è buio ancora                    | Francesco De Gregori                     | Francesco De Gregori                                                    |
| 2015          | Subterranean Homesick Blues       | Acido seminterrato                   | Francesco De Gregori                     | Francesco De Gregori                                                    |
| 2015          | Series Of Dreams                  | Una serie di sogni                   | Francesco De Gregori                     | Francesco De Gregori                                                    |
| 2015          | Tweedle Dum & Tweedle Dee         | Tweedle Dum & Tweedle Dee            | Francesco De Gregori                     | Francesco De Gregori                                                    |
| 2015          | Dignity                           | Dignità                              | Francesco De Gregori                     | Francesco De Gregori                                                    |

## Bob Dylan in francese
Anche in Francia molti autori hanno tradotto le canzoni di Bob Dylan in francese, con artisti come Hugues Aufray, Nana Mouskouri o Francis Cabrel che hanno dedicato a Dylan alcuni album. Di seguito riportiamo un elenco non esaustivo delle principali cover (con l'indicazione del titolo in francese, dell'interprete e dell'anno di pubblicazione).
| Anno | Titolo originale            | Titolo francese        | Autore del testo in francese | Esecutori           |
| ---- | --------------------------- | ---------------------- | ---------------------------- | ------------------- |
| 1965 | Girl from the North Country | La fille du nord       | Hugues Aufray                | Hugues Aufray       |
| 1965 | With God on Our Side        | Dieu est à nos côtés   | Hugues Aufray                | Hugues Aufray       |
| 1965 | All I Really Want to Do     | Ce que Je veux surtout | Hugues Aufray                | Hugues Aufray       |
| 1965 | It Ain't Me Babe            | Ce n'etait pas moi     | Hugues Aufray                | Hugues Aufray       |
| 1966 | Who Killed Davey Moore      | Qui a tué Davy Moore?  | Graeme Allwright             | Graeme Allwright    |
| 1967 | Farewell Angelina           | Adieu Angelina         | Pierre Delanoë               | Nana Mouskouri      |
| 1969 | If You Gotta Go, Go Now     | Si tu dois partir      | Autore non indicato          | Fairport Convention |
| 1974 | A Hard Rain's A-Gonna Fall  | Le ciel est noir       | Pierre Delanoë               | Nana Mouskouri      |

## Bob Dylan in spagnolo
| Anno | Titolo originale           | Titolo spagnolo     | Autore del testo in spagnolo | Esecutori |
| ---- | -------------------------- | ------------------- | ---------------------------- | --------- |
| 2008 | A Hard Rain's A-Gonna Fall | LLegará la tormenta | Eva Amaral, Juan Aguirre     | Amaral    |